# Havasi Ferenc
Havasi Ferenc (Piszke, 1929. február 20. – Tata, 1993. június 3.) magyar kommunista politikus volt az Magyar Dolgozók Pártja  illetve a Magyar Szocialista Munkáspárt (MSZMP) tagjaként, aki pályafutása során többek között miniszterelnök-helyettes, az MSZMP Központi Bizottságának gazdasági titkára és az MSZMP budapesti pártbizottságának első titkára is volt. A XII. pártkongresszuson 1980 márciusában az MSZMP Központi Bizottsága Politikai Bizottságának tagjává választották, és 1988. május 22-ig volt annak tagja.

### Kutatható iratanyaga
Miniszterelnök-helyettesi működési időszakából (pontosabban az 1975–1978 közti évkörből) 4,18 iratfolyóméternyi, maradandó értékűnek minősített iratanyaga (34 doboz és 2 kötet) került az Országos Levéltár, mai nevén Magyar Nemzeti Levéltár Országos Levéltára őrizetébe, ahol az a XIX-A-2-ae törzsszámon kutatható.

## Fordítás
Ez a szócikk részben vagy egészben  a   Ferenc Havasi című német Wikipédia-szócikk ezen változatának fordításán alapul.  Az eredeti cikk szerkesztőit annak laptörténete sorolja fel. Ez a jelzés csupán a megfogalmazás eredetét és a szerzői jogokat jelzi, nem szolgál a cikkben szereplő információk forrásmegjelöléseként.